# نداء إستغاثة (لوست)
"نداء استغاثة" (بالإنجليزية: S.O.S) هي الحلقة التاسعة عشرة من الموسم الثاني لمسلسل لوست، والحلقة الرابعة والأربعون إجمالًا. أخرج الحلقة إريك لينوفيل، وكتبها ستيفن ميدا وليونارد ديك. عُرضت لأول مرة في 12 أبريل 2006 على قناة ABC. تتمحور مشاهد الفلاشباك في الحلقة حول شخصيتي روز هندرسون (ل. سكوت كالدويل) وبرنارد نادلر (سام أندرسون).

## القصة

### الفلاشباك
يلتقي برنارد وروز لأول مرة أثناء عندما يساعدها في إخراج سيارتها العالقة في الثلج. في البداية، تكون روز مترددة في قبول مساعدته، لكنها في النهاية تتمكن من تحريك السيارة بفضل دعمه. وكتعبير عن امتنانها، تعرض عليه أن تشتري له كوبًا من القهوة.
بعد خمسة أشهر، يجلس برنارد وروز لتناول الغداء مع إطلالة على شلالات نياجرا. خلال حديثهما، يفاجئ برنارد روز بعرض الزواج، مبررًا ذلك بأنهما "انسجما معًا بشكل طبيعي". قبل أن تجيب، تكشف روز أنها مصابة بمرض السرطان في مرحلة متقدمة، وأن أمامها سنة واحدة فقط للعيش، وربما فترة أطول قليلًا. رغم ذلك، يُصر برنارد على رغبته في الزواج منها، لتقبل روز عرضه في النهاية.
في شهر العسل، يصطحب برنارد روز إلى أستراليا لمقابلة معالج روحاني يُدعى إسحاق من أولورو (واين بيغرام). تغضب روز من برنارد وتقول له: "لقد تصالحت مع ما يحدث لي." لكن برنارد ينجح في إقناعها بالتحدث إلى إسحاق، الذي يوضح أن مكتبه يقع فوق مكان يتمتع بطاقة عظيمة، ربما مغناطيسية أو جيولوجية. يخبرها بأنه سيحاول تسخير هذه الطاقة لمساعدتها، لكنه سرعان ما يكتشف أن الطاقة الموجودة في أستراليا ليست النوع المناسب لحالتها. يعرض إسحاق عليها إعادة المال إلى برنارد، لكن روز ترفض وتطلب منه الاحتفاظ به. تخبره أنها ستكذب على برنارد وتخبره بأنه "عالجها" حتى يتوقف عن محاولة إنقاذ حياتها.
في المطار، بينما كانت روز تنتظر إعلان الرحلة، تسقط أقراص دوائها على الأرض. يظهر لوك، وهو لا يزال في كرسيه المتحرك، ويلتقطهم ليعيدهم إليها.

### على الشاطئ
تتشاجر روز هندرسون وبرنارد نادلر حول وصول الإمدادات الغذائية الجديدة من مبادرة دارما. يرى برنارد أن الناجين الآخرين قد "استسلموا" لفكرة إنقاذهم.
يقترب جاك من جيمس "سوير" فورد وكيت أوستن (إيفانجلين ليلي) ليشرح خطته لتبادل الأسرى. يدعو كيت لمرافقته إلى الغابة، وتوافق على الذهاب معه.
يطلب برنارد مساعدة هيوغو "هرلي" رييس (خورخي غارسيا) لجمع الناجين لعقد اجتماع عفوي. ينتقدهم برنارد لفقدانهم الرغبة في الإنقاذ، ويشير إلى الطائرة التي أسقطت إمدادات دارما كدليل على أن العالم الخارجي لا يزال هناك. يقترح إنشاء إشارة SOS ضخمة لجذب انتباه أي طائرات أو أقمار صناعية. لكن روز ترفض الفكرة، معتبرة إياها مجرد "أمل زائف". عندما يطلب برنارد مساعدة تشارلي بيس (دومينيك موناغان) ومستر إيكو (أديوالي أكينوي-أقباجي) في بناء الإشارة، يرفضان، حيث إنهما منشغلان ببناء كنيسة، ما يغضبه ويدفعه للابتعاد.
لاحقًا، يقترح برنارد على مجموعة صغيرة من الناجين خطة جديدة تتضمن نقل الصخور من الحقل لإنشاء الإشارة. لكن هيرلي وجين يشككان في قدراته التنظيمية. يواجه برنارد مزيدًا من اللامبالاة عندما يحاول إقناع سوير بالمساعدة. يخبر روز أن عدد المشاركين في خطته تقلص إلى أربعة فقط، ما يؤدي إلى جدال بينهما، حيث تشير روز إلى أن مهاراته القيادية ليست جيدة. لاحقًا، يدخل برنارد وجين في خلاف حول مكان وضع الصخور. جين، المتعب من العمل الشاق، يترك المشروع. يصرخ برنارد في وجهه قائلًا إنه يريد إعادة روز إلى المنزل، لكن جين يكتفي بالاعتذار والمغادرة.
في هذه الأثناء، تتحدث روز مع لوك حول مشروع برنارد. لوك يبدو متعاطفًا أكثر من الآخرين، لكنه يخبرها أنه "انتهى من الفتحة". تشير روز بشكل غامض إلى أنه لن يستغرق شفاءه من إصابته أربعة أسابيع كما قال جاك، مما يكشف أنها تعرف سر لوك وأنه كان على كرسي متحرك قبل تحطم الطائرة.
يواصل برنارد العمل وحده على إشارة SOS. تأتي روز إليه بالعشاء وتعتذر لكذبها بشأن شفائها على يد إسحاق. لكنها توضح أنها رغم ذلك شُفيت بالفعل، لأنه بعد الحادث، لم تعد تشعر بمرضها داخلها. تؤكد له أن الجزيرة نفسها شفتها، وأنها تعرف تمامًا من أو ماذا كان وراء ذلك. يدرك برنارد أن روز لا تريد مغادرة الجزيرة خوفًا من أن يعود مرضها خارجها. بعد إدراكه هذه الحقيقة، يخبرها أنه لن يحاول مغادرة الجزيرة بعد الآن، ولن يكمل مشروع الإشارة.

### في الفتحة
يحاول جون لوك (تيري أوكوين) أن يتذكر ويرسم الكتابات التي رآها على الأبواب الانفجارية أثناء حادثة "الإغلاق"، لكنه يفشل في إعادة رسمها بدقة. في هذه الأثناء، يدخل جاك شيبارد (ماثيو فوكس) إلى غرفة الأسلحة حيث يُحتجز هنري غيل (مايكل إيمرسون) لتغيير ضماداته واستجوابه مجددًا. يخبر جاك هنري أنه يخطط لتجاوز حدود "الآخرين" وإبلاغهم بأن هنري محتجز لديهم. يقترح استخدامه كوسيلة تفاوض لاستعادة والت لويد (مالكوم ديفيد كيلي)، لكن هنري يرد بابتسامة ساخرة ويقول: "لن يعطوك والت أبدًا."
في وقت لاحق، تعرض آنا لوسيا كورتيز (ميشيل رودريغيز) على جاك مرافقتها في محاولة التفاوض مع الآخرين. بعد رفضه، تعطيه مسدسًا وتنصحه بأخذ شخص آخر معه. في هذه الأثناء، يحاول لوك التحدث مع هنري من وراء باب غرفة الأسلحة، يسأله هل أدخل الأرقام في الكمبيوتر أم لا، لكنه لا يحصل على أي إجابة، ويكتفي بالابتسام لنفسه بصمت غامض.

### في الغابة
يواصل جاك وكيت السير عبر الغابة. تلاحظ كيت دمية ملقاة على الأرض، وبينما يحاول جاك تحذيرها بعدم لمسها، تلتقطها وتقع هي وجاك في فخ شبكي معلق. يدرك الاثنان أن هذا مصيدة بدائية، ويرجحان أنها من صنع دانييل روسو (ميرا فورلان). تحاول كيت الوصول إلى المسدس في حزام جاك، وبصعوبة يتمكن جاك من إطلاق النار على الحبل الذي يبقيهما معلقين، فيتحرران أخيرًا. يواصلان المسير تحت المطر الغزير، وخلال ذلك يسأل جاك كيت عن تعليقها السابق حول "بدائية المصيدة". تخبره كيت عن رحلتها مع كلير إلى القبو الآخر.
يصل جاك وكيت إلى المكان الذي واجه فيه جاك الآخرين سابقًا. ينادي جاك بصوت عالٍ في الغابة، متحديًا الآخرين للظهور والتفاوض. مع تزايد إحباطه وغضبه، يستمر بالصراخ، لكنه لا يتلقى أي استجابة.
وأثناء وقوفهما وسط الغابة، تعتذر كيت عن تقبيلها جاك سابقًا، لكنه يفاجئها بقوله إنه لا يندم على تلك اللحظة. فجأة، يظهر شخص يترنح خارجًا من الغابة، يحمل شعلة مشتعلة، ثم ينهار على الأرض أمامهما. يتقدمان بحذر ليقلباه على ظهره، ليكتشفا أنه مايكل داوسون (هارولد بيرينو)، فاقدًا للوعي.

## التطوير
في الخطط الأولية لمسلسل لوست، كان من المفترض أن يموت جاك في منتصف الحلقة الأولى، وبعدها تتولى كيت قيادة الناجين. كانت خلفية كيت الأصلية تتضمن زوجًا فقدته خلال تحطم الطائرة، حيث كان في دورة المياه لحظة انقسام الطائرة في الجو، وعلى الجزيرة، كانت ستظل مقتنعة بأنه على قيد الحياة. لكن المنتجين غيروا رأيهم سريعًا بشأن مقتل جاك، وجعلوه قائد الناجين، مما استدعى تعديل قصة كيت الخلفية. ومع ذلك، أعجبهم المفهوم الأصلي لخلفيتها، لذلك قرروا إعادة استخدامه في قصة روز، وإبتكروا شخصية برنارد كزوجها. عند تصوير الموسم الأول، كان زوج الممثلة ل. سكوت كالدويل يعاني من مشاكل صحية، وهو ما ألهم الكتّاب لتضمين هذه الفكرة في الفلاشباك الخاص بها في "نداء إستغاثة".
في البداية، كان من المخطط استكشاف ماضي روز وبرنارد في الموسم الثالث، لكن الكتّاب قرروا في الموسم الثاني تقديم قصة أحد الشخصيات الثانوية. وبما أن روز وبرنارد كانا أبرز الشخصيات الجانبية، وكان المعجبون متشوقين لمعرفة ماضيهما، وقع الاختيار على تخصيص حلقة لهما. بعد عرض الحلقة، قالت كالدويل إنها لا تعتقد أن شفاء روز كان بسبب الجزيرة، بل لأنها أرادت الشفاء بإرادتها الذاتية. ولم تظهر روز مجددًا حتى منتصف الموسم الثالث، حيث أرجع الكتّاب ذلك إلى انشغال كالدويل وسام أندرسون بمشاريع أخرى.

## الإستقبال
حقق العرض الأول للحلقة 15.68 مليون مشاهد أمريكي. أعرب C. K. Sample III من تي في سكواد الخاص بـ AOL عن إعجابه بحلقة "نداء إستغاثة"، مشيرًا إلى أنها كشفت عن خلفية شخصيتين كان الجمهور متشوقًا لمعرفة قصتهما. كما قارن العلاقة بين روز وبرنارد بعلاقة جاك وكيت، ووجد أن لقاء روز مع إسحاق كان "مثيرًا للاهتمام بشكل خاص". أما ليونارد ديك، أحد منتجي لوست، فقد وصف روز وبرنارد بأنهما "شخصيتان محببتان للغاية"، وأشاد بأدائهما في هذه الحلقة، معتبرًا أنهما قدما عملًا رائعًا.

## روابط خارجية
- "نداء إستغاثة" في ABC
- [http://www.imdb.com/title/tt0771861/ «S.O.S.

»] على قاعدة بيانات الأفلام على الإنترنت